# Tronari
Tronari – wieś w Rumunii, w okręgu Buzău, w gminie Viperești. W 2011 roku liczyła 970 mieszkańców.